# Paul Heyman
Paul Heyman (Scarsdale, 11 de setembro de 1965) é um produtor e marqueteiro estadunidense que atualmente trabalha para a WWE, atuando como manager de Seth Rollins e Bron Breakker. Ele também é co-fundador da companhia de marketing e propaganda The Looking4Larry Agency em Nova Iorque, conhecida por sua produção em mídias sociais e criação de vídeos virais. Heyman é mais conhecido por sua carreira na luta profissional, tendo sido promotor, manager, comentarista e repórter.
Heyman foi a força criativa por trás da Extreme Championship Wrestling (ECW) nos anos 90. Ele também trabalhou na World Championship Wrestling, American Wrestling Association e World Wrestling Entertainment, incluindo a divisão ECW, da qual foi roteirista.

## Carreira na luta profissional

### Continental Wrestling Federation
Após deixar a AWA, Heyman foi contratado pela Continental Wrestling Federation, no Alabama. Paul E. Dangerously aliou-se ao grupo Hot Stuff Inc. de Eddie Gilbert. Nos bastidores, Gilbert era roteirista da companhia, e Heyman foi nomeado seu assistente. Além disso, Heyman tornou-se roteirista-chefe da Windy City Wrestling em Chicago, começando uma reputação de roteirista e produtor inovador.

### Comentarista (2001)
Após a ECW ser fechada, Heyman tornou-se um comentarista na WWF (usando seu nome real), substituindo Jerry Lawler (que havia deixado a WWF em protesto à demissão de sua então-esposa Stacy Carter) como comentarista do Raw em março de 2001. Em julho, ainda como comentarista, Heyman recriou a ECW como um grupo, que imediatamente se uniu a The Alliance de Shane McMahon. Ele foi "demitido" no Survivor Series, sendo substituído como comentarista por Lawler.

### Aliança com Brock Lesnar (2002)
Ele retornou em março como manager de Brock Lesnar. Heyman liderou Lesnar a uma vitória pelo Campeonato da WWE quando Lesnar derrotou The Rock no SummerSlam. No Survivor Series, Heyman traiu Lesnar para ajudar Big Show a tirar-lhe o título. Heyman tornou-se, então, o primeiro homem na história a ser manager de três campeões mundiais consecutivos, já que ele foi revelado como agente de Kurt Angle dias após este derrotar Big Show pelo título.
Heyman sofreu uma lesão em janeiro, quando recebeu um F-5 de Lesnar. Ele discutiu com Vince McMahon quando este decidiu terminar a rivalidade entre Heyman e Lesnar semanas antes do WrestleMania, onde Heyman acompanharia Angle para uma luta contra Brock Lesnar. Enquanto recebia terapia no pescoço, Heyman continuou na WWE como consultor criativo.

### Gerente Geral do SmackDown! (2003—2004)
Após McMahon derrotar sua filha Stephanie no No Mercy de 2003, ela foi forçada a abdicar de sua posição como Gerente Geral do SmackDown!. Heyman retornou à televisão para assumir a posição de Stephanie, assumindo uma personalidade similar a de Eric Bischoff no Raw- um chefe arrogante e ditador, ajudando os vilões. Durante esta época, ele aliou-se novamente a Lesnar contra Undertaker, John Cena e Chris Benoit, afirmando que ele não seria Campeão da WWE enquanto Heyman fosse Gerente Geral. Eventualmente, no SmackDown! anterior ao WrestleMania XX, Heyman ordenou que todos os lutadores do SmackDown! ajudassem ele e Lesnar contra Stone Cold Steve Austin. O elenco se negou, abandonando Heyman.
Em 22 de março de 2004, Heyman apareceu no Raw para participar da  WWE Draft Lottery. Durante o evento, ele foi transferido para trabalhar com Bischoff no Raw, mas decidiu pedir demissão a trabalhar com seu rival.
Durante seu tempo como Gerente Geral do SmackDown!, ele atuou como roteirista-chefe do programa, sendo creditado como motivo do sucesso dos chamados "SmackDown! Six": (Kurt Angle, Chris Benoit, Edge, Rey Mysterio, Eddie Guerrero e Chavo Guerrero). Ele os colocou em uma rivalidade entre três duplas (Angle e Benoit, Edge e Mysterio, Los Guerreros) pelo Campeonato de Duplas da WWE. Isso resultou em diversas lutas por vários meses, com uma vencendo o prêmio  Luta do Ano de 2002 pelo Wrestling Observer; Heyman ganhou o prêmio de Melhor Roteirista. Todos os membros do "Smackdown! Six" tornaram-se, no futuro, campeões mundiais, com Edge, Benoit, Mysterio, & Angle tornando-se Campeões Mundiais dos Pesos-Pesados, Eddie Guerrero, Angle, Mysterio e Edge tornando-se Campeões da WWE, e Chavo Guererro tornando-se Campeão Mundial da ECW.

#### Retorno como manager (2004—2005)
Durante 2004, o papel de Heyman foi o de um manager, agenciando os Dudley Boyz (não incluindo Spike Dudley; o papel de Heyman foi deixado de lado quando Spike tornou-se o "chefe" de seus irmãos), e Heidenreich. Heyman liderou estes lutadores em rivalidades com The Undertaker. Em sua última aparição no SmackDown!, Heyman foi preso em um caixão por Undertaker durante uma luta entre Heyman e Heindenreich contra Undertaker em 6 de janeiro de 2005.

#### ECW One Night Stand (2005)
Heyman envolveu-se na roteirização e promoção do pay-per-view de reunião da ECW em 12 de junho de 2005, One Night Stand. Heyman retornou ao Raw em 23 de maio e confrontou o ex-Presidente da WCW Eric Bischoff, criticando a WCW. Entre outras coisas, Heyman disse: "ECW era um estilo de vida, uma contracultura, bem na sua cara!" Heyman terminou incendiando a guirlanda funerária de Bischoff (feita de arame farpado). No One Night Stand, um visivelmente emocionado Heyman foi ao ringue, ajoelhou-se e fez uma reverência aos fãs, que gritavam-lhe agradecimentos. Ele, então, insultou Bischoff, Edge e John Layfield.

#### Ohio Valley Wrestling (2005—2006)
Em 10 de julho de 2005, foi anunciado que Heyman havia se tornado roteirista-chefe do território de desenvolvimento da WWE Ohio Valley Wrestling (OVW).

#### Retorno da ECW como divisão da WWE (2006)

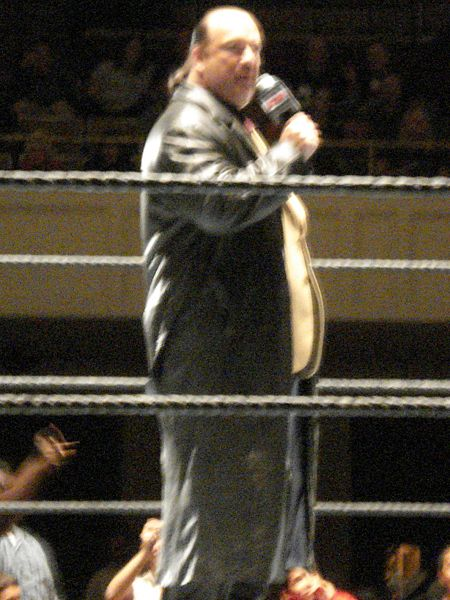
Heyman em um evento da nova ECW

No Raw de 22 de maio, Heyman apareceu como o Representante da ECW, promovendo o One Night Stand. Em 25 de maio de 2006, foi anunciado que a ECW seria relançada como uma terceira divisão da WWE, com Heyman como responsável em frente às câmeras, mas com mínimo poder nos bastidores. Heyman seria um mocinho pela primeira vez em sua carreira. No Raw de 29 de maio, durante uma discussão com Mick Foley, Heyman anunciou que poderia transferir um lutador do Raw e um do SmackDown! para a ECW, poder concedido por Vince McMahon. Sua escolha do Raw foi o ex-lutador da ECW (e detentor do contrato Money in the Bank) Rob Van Dam, e sua escolha do SmackDown! foi Kurt Angle. Heyma serviu como comentarista convidado da última luta de Angle no SmackDown!, em 2 de junho.
No One Night Stand, Van Dam derrotou John Cena para conquistar o Campeonato da WWE. Após Cena nocautear um árbitro da ECW, foi atacado por Edge (disfarçado). Sem nenhum árbitro, Heyman fez a contagem, dando a vitória a Van Dam. No Raw da noite seguinte, Heyman confirmou que a decisão foi válida. Na ECW on Sci-Fi do dia seguinte, Heyman, anunciado como "Representante da ECW", reintroduziu o Campeonato Mundial dos Pesos-Pesados da ECW, dando o título a Van Dam.
Na ECW de 4 de julho de 2006, Big Show desafiou Van Dam por uma luta pelo Campeonato da ECW. No fim da luta, Show nocauteou o árbitro logo antes de ter em si aplicado o Five-Star Frog Splash de Van Dam. Heyman foi fazer a contagem, como no One Night Stand, mas parou sua contagem no dois, traindo Van Dam e novamente tornando-se um vilão. Após perceber o que havia acontecido, Van Dam perseguiu Heyman. A distração permitiu que Big Show se recuperasse e nocauteasse Van Dam. Enquanto isso, Heyman gritava instruções para Show, fazendo a contagem e dando a vitória e o título para Show.
WWE.com anunciou que Heyman havia suspendido Van Dam por 30 dias (na realidade, Van Dam e Sabu haviam sido suspensos por terem sido presos com drogas). Ele passou a ser acompanhado ao ringue em eventos da ECW por dois seguranças para protegê-lo de lutadores da ECW e fãs bravos por suas recentes ações. Além disso, Heyman passou a ajudar os novos lutadores da ECW, com exceção de CM Punk.
Devido a suas discussões sobre o único pay-per-view exclusivo da ECW na WWE (December to Dismember) exibido em 3 de dezembro de 2006, o presidente da WWE Vince McMahon e Heyman brigaram na frente de diversos roteiristas no jatinho de McMahon no dia após o pay-per-view, voltando para casa antes das gravações do Raw/ECW na Carolina do Sul. Após recusar a oferta de Stephanie McMahon de escrever os eventos televisivos dos territórios de desenvolvimento da WWE, Heyman deixou a companhia no final de 2006. Mais de um ano depois, Heyman afirmou que a ressurreição da ECW não foi bem administrada e que não teria coroado Bobby Lashley como campeão no December to Dismember. Ele também afirmou que foi contra a ideia de McMahon de substituir Sabu por Hardcore Holly na "Extreme Elimination Chamber". Além disso, Heyman afirmou que Big Show deveria ter sido eliminado no início da luta, desistindo para CM Punk, o que o ajudaria a crescer. Big Show havia concordado com a ideia, mas McMahon, não.

#### Retorno à WWE; aliança com Brock Lesnar, CM Punk e Curtis Axel (2012—2013)

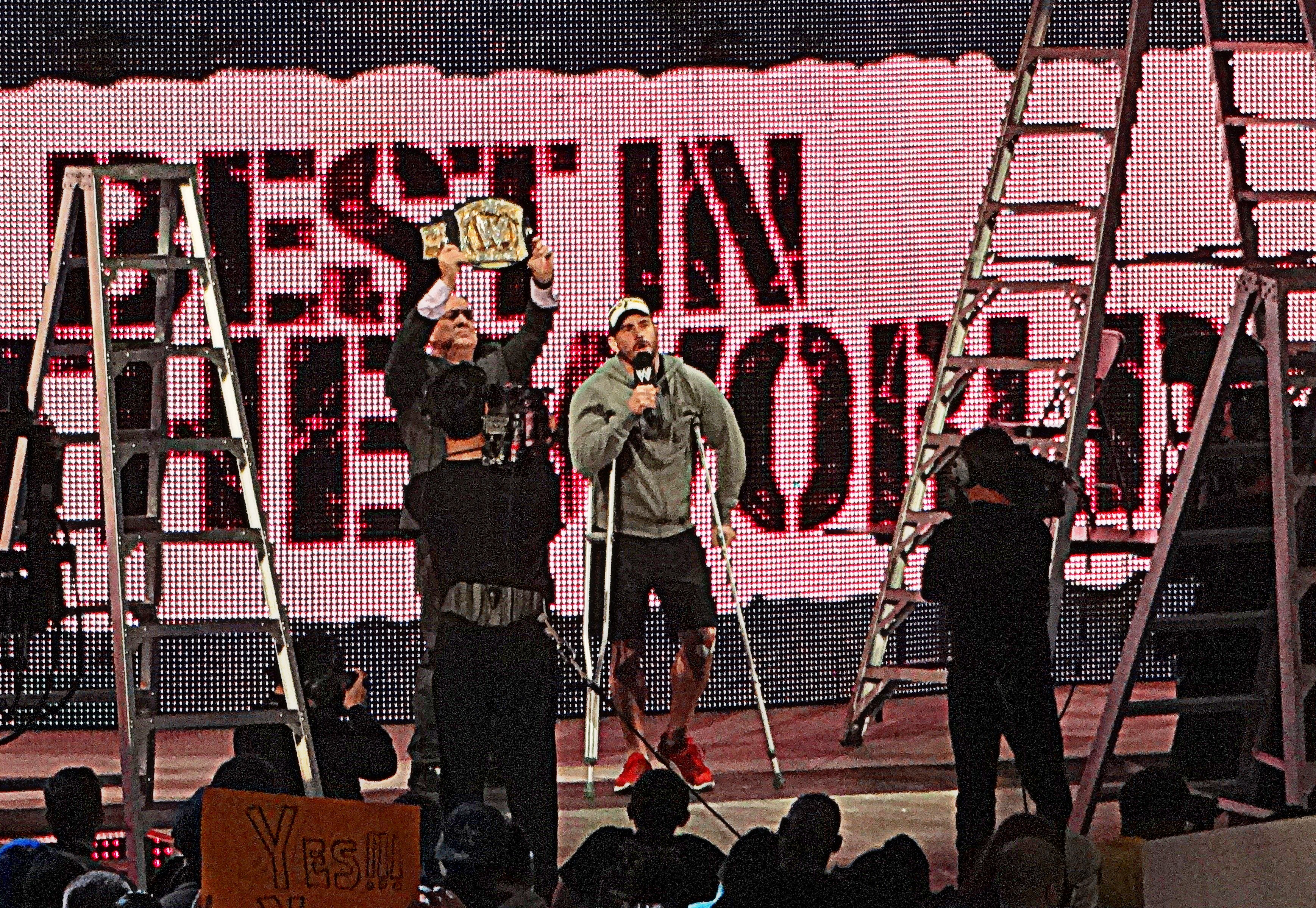
Heyman com CM Punk

Paul Heyman retornou à WWE no Raw de 7 de maio de 2012, como representante legal de Brock Lesnar. Ele anunciou que Lesnar não retornaria à companhia. No Raw da semana seguinte, Heyman confrontou Triple H, lhe entregando um processo de Lesnar contra a WWE por quebra de contrato. Triple H respondeu agarrando Heyman, que lhe ameaçou outro processo. No Raw de 18 de junho, Heyman recusou uma proposta de Triple H para uma luta no SummerSlam em nome de Lesnar, antes de ser socado por Triple H. No milésimo episódio do Raw, Heyman foi agredido por Stephanie McMahon. No SummerSlam, Lesnar derrotou Triple H.
Heyman aliou-se a CM Punk no Raw de 3 de setembro, após ser visto dirigindo o carro de Punk. Heyman passou a acompanhar Punk ao ringue para suas lutas e entrevistas. No Royal Rumble, Punk perdeu o Campeonato da WWE para The Rock após 434 dias. No Raw de 28 de janeiro, Lesnar impediu Mr. McMahon de demitir Heyman ao atacá-lo.

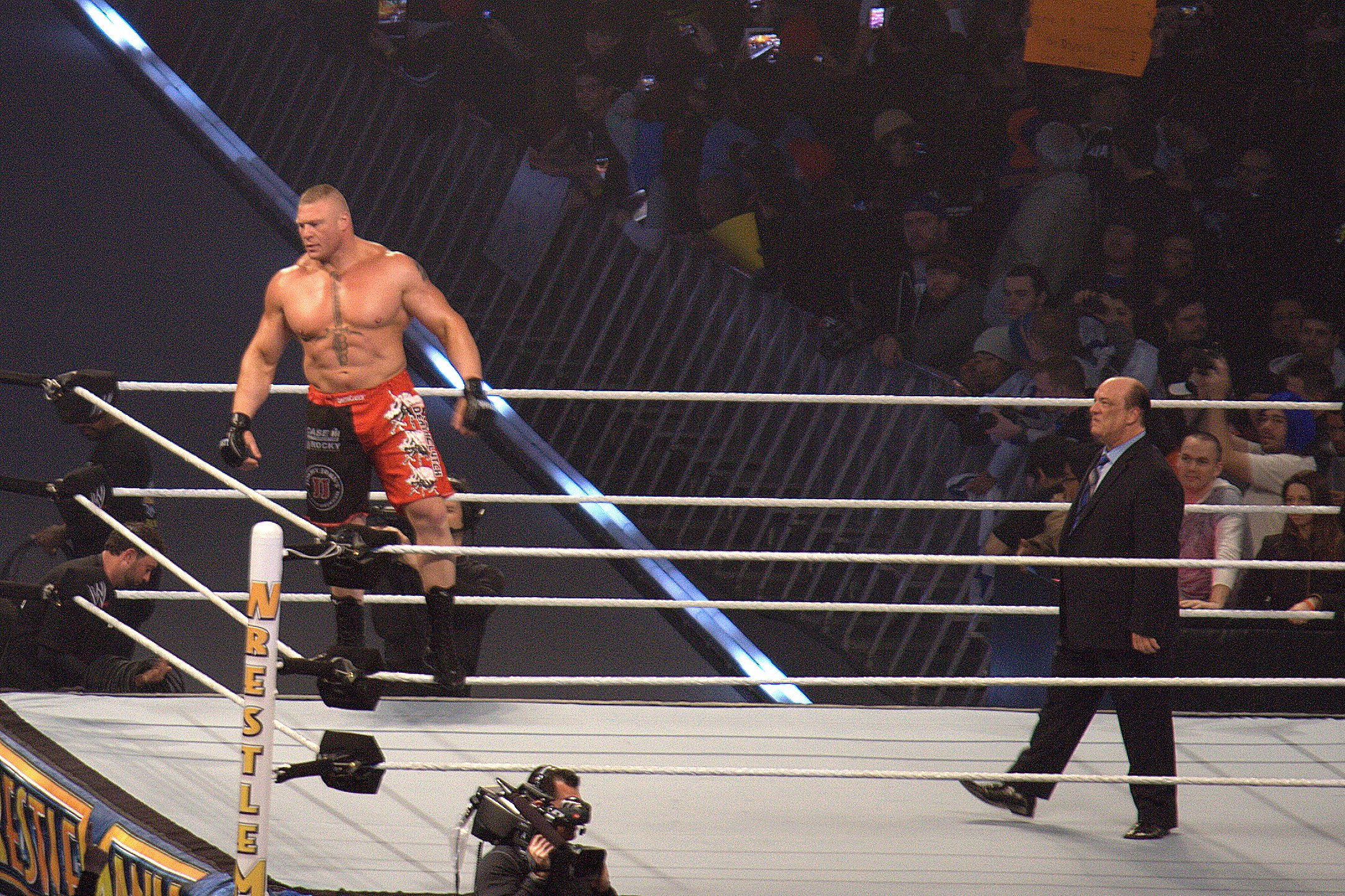
Brock Lesnar e Paul Heyman no WrestleMania 29.

No Elimination Chamber, Punk não conseguiu reconquistar o título de The Rock, após Punk acertar, por acidente, Heyman com o cinturão do Campeonato da WWE. McMahon desafiou Heyman para uma luta no Raw de 25 de fevereiro. Lesnar interferiu em favor de Heyman, mas McMahon foi salvo por Triple H. Punk ganhou o direito de enfrentar The Undertaker no WrestleMania 29 e Triple H decidiu enfrentar Lesnar. No WrestleMania, ambos os clientes de Heyman foram derrotados.
Paul Heyman anunciou que Michael McGillicutty seria seu novo "Paul Heyman guy" no Raw de 20 de maio, lhe rebatizando de "Curtis Axel". No Raw da semana seguinte, Chris Jericho desafiou CM Punk para uma luta no Payback, a qual Heyman aceitou por Punk. No SmackDown da semana seguinte, Heyman distraiu Jericho em uma luta contra Axel, causando sua derrota.
No WWE Payback, Heyman acompanhou Axel durante sua luta contra Wade Barrett e The Miz pelo Campeonato Intercontinental, com Axel vencendo. Após o Payback, Punk passou a se distanciar de Heyman, dizendo ser seu amigo e não cliente. Após um ataque de Lesnar em Punk, Heyman negou qualquer envolvimento.

#### Rivalidade com CM Punk (2013)
No Money in the Bank, Heyman traiu Punk, custando-lhe a chance de vencer o combate ao acertá-lo com uma escada. Punk atacou Heyman no Raw de 15 de março, mas foi atacado por Lesnar. Heyman desafiou Punk para uma luta na semana seguinte, no entanto, Lesnar fez a luta ser 2-contra-1. No SummerSlam, Heyman impediu que Punk derrotasse Lesnar.
Heyman e Axel atacaram Punk na semana seguinte. No Night of Champions, Punk enfrentou Heyman e Axel em uma luta de eliminação 2-contra-1. Após eliminar Axel, Punk foi atacado por Ryback, que deu a vitória a Heyman. Heyman associou-se a Ryback e, no WWE Battleground, Punk derrotaria Ryback. No Hell in a Cell, Punk derrotou Ryback e Heyman em uma luta Hell in a Cell. Heyman se colocou no topo da cela ao início do combate. Após Punk derrotar Ryback, o seguiu ao topo da cela e lhe atacou com um bastão de kendo. No Raw de 11 de novembro, Heyman afirmou que não estaria mais afiliado a Ryback. No SmackDown da mesma semana, Axel afirmou não ser mais agenciado por Heyman.
Heyman retornou ao Raw em 30 de dezembro, acompanhando Lesnar e anunciando que ele seria desafiante pelo Campeonato Mundial dos Pesos-Pesados da WWE.

## No wrestling
- Lutadores de quem foi manager

| - - Tommy Rich - Dennis Condrey - Randy Rose - Colonel DeBeers - Adrian Adonis - Mean Mark Callous - Stunning Steve Austin - Rick Rude | - - Arn Anderson - Larry Zbysko - Bobby Eaton - Madusa - Don Muraco - Jimmy Snuka - Eddie Gilbert | - - Dark Patriot - Sabu - Taz/Tazmaniac - 911 - Brock Lesnar - Big Show - Kurt Angle | - - Shelton Benjamin - Charlie Haas - A-Train - Heidenreich - Rob Van Dam - Matt Morgan - Nathan Jones | - - Rhino - Tommy Dreamer - Cowboy Bob Orton - Test - Hardcore Holly - CM Punk - Curtis Axel - Ryback - Cesaro - Roman Reigns |

- Grupos e duplas
  - Samoan Swat Team (Fatu e Samu)
  - Dangerous Alliance (Arn Anderson, Rick Rude, Larry Zbyszko, Bobby Eaton, Steve Austin e Madusa)
  - Team Angle (Kurt Angle, Shelton Benjamin e Charlie Haas)
  - The Dudley Boyz (Bubba Ray Dudley, D-Von Dudley e Spike Dudley)
- Temas de entrada
  - "This is Extreme" por Harry Slash & the Slashstones
  - "Mental" por Bryan New (enquanto Gerente Geral do SmackDown!)
  - "Next Big Thing" por Jim Johnston (enquanto manager de Brock Lesnar; março de 2002—janeiro de 2003; 7 de maio de 2012—26 de março de 2020)
  - "Cult of Personality" por Living Colour (enquanto manager de CM Punk; 17 de setembro de 2012—17 de junho de 2013)

## Títulos e prêmios
- Inside The Ropes Magazine
  - Treinador do Ano (2020)
- Pro Wrestling Illustrated
  - Facção do Ano (2022) – com a The Bloodline
  - Treinador do Ano (1992)
- WWE
  - WWE Hall of Fame (classe de 2024)[8]
  - WWE Year-End Award (1 vez)
    - Melhor no Microfone (2018)[9]
- Wrestling Observer Newsletter
  - Rivalidade do Ano (2023) como parte da The Bloodline vs. Kevin Owens e Sami Zayn[10]
  - Melhor Comentarista (1991)
  - Melhor Booker (1994–1997, 2002)[11]
  - Melhor em Entrevistas (2013–2014)[12][13]
  - Melhor Não-Lutador (2001, 2002, 2004, 2012–2014, 2018, 2019, 2021, 2022)[11][12][13][14][15][16][17]
  - Melhor Não-Lutador da Década (anos 2010)[18]
  - Melhor em Entrevistas da Década (anos 2010)[18]
  - Tática Promocional Mais Repugnante (2012) com CM Punk, explorando o ataque cardíaco real de Jerry Lawler, mostrando imagens dele quase morrendo[14]
  - Wrestling Observer Newsletter Hall of Fame (classe de 2005)